# Euphorbia abdita
Euphorbia abdita là một loài thực vật có hoa trong họ Đại kích. Loài này được (D.G.Burch) Radcl.-Sm. mô tả khoa học đầu tiên năm 1971.